# Xã South Creek, Quận Jones, Nam Dakota
Xã South Creek (tiếng Anh: South Creek Township) là một xã thuộc quận Jones, tiểu bang Nam Dakota, Hoa Kỳ. Năm 2010, dân số của xã này là 16 người.